# Moriz Benedikt
Moriz Benedikt (Moritz Benedikt, ur. 4 lipca 1835 w Eisenstadt, zm. 14 kwietnia 1920 w Wiedniu) – austriacki lekarz neurolog.

## Życiorys
Był wykładowcą neurologii na Uniwersytecie Wiedeńskim i lekarzem wojskowym podczas wojny francusko-austriackiej (1859) i wojny siedmiotygodniowej (1866). W 1899 został mianowany profesorem neurologii. Pamiętany jest za wczesne prace w dziedzinie elektroterapii i neuropatologii, oraz kontrowersyjne studia nad antropologią przestępców.

## Prace

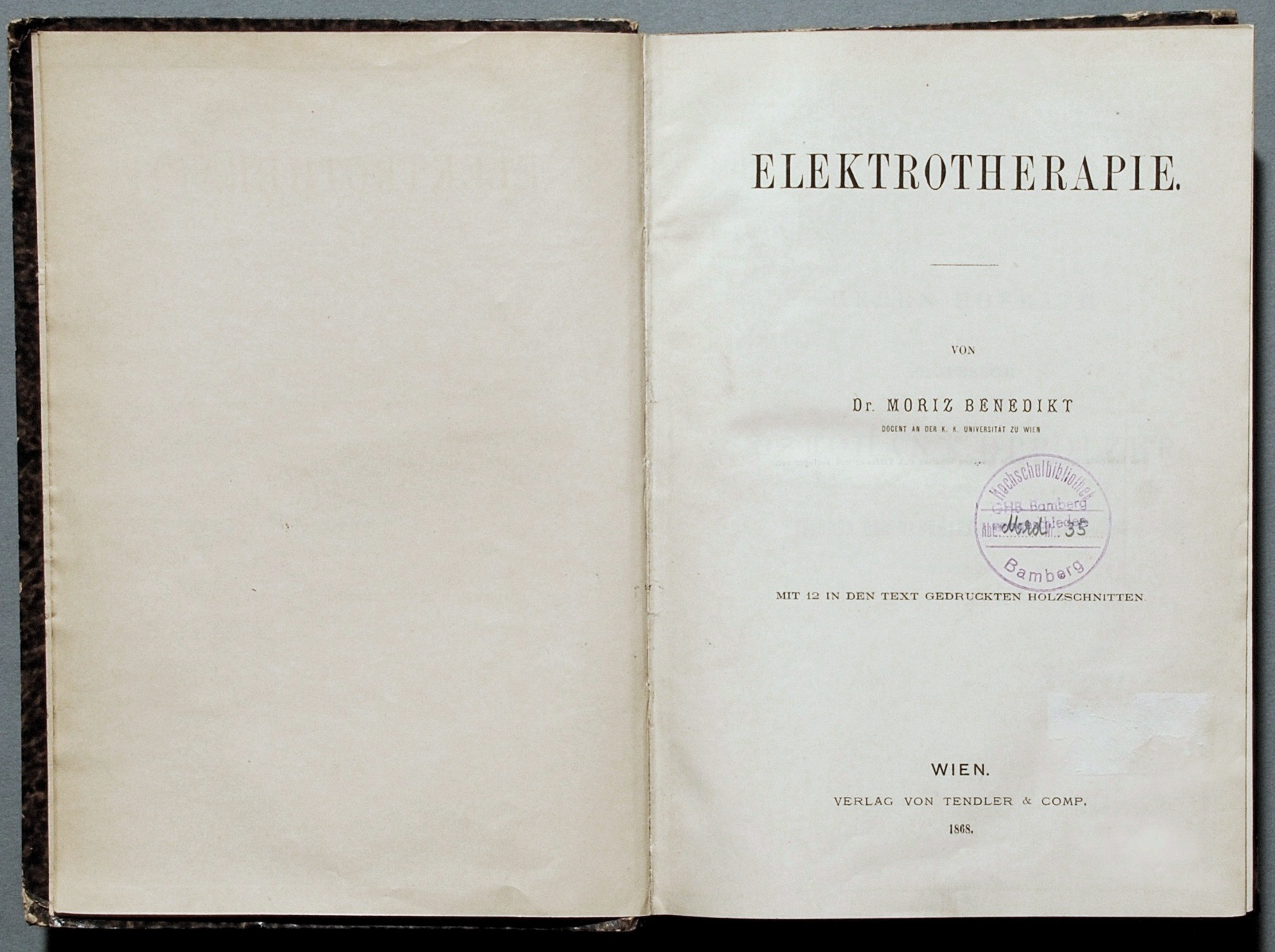
Pierwsze wydanie Elektrotherapie

- Die psychologischen Funktionen des Gehirnes in gesundem und kranker Zustand, Wiener Klinik : Vorträge ; Jg. 1, H. 7, Wien, 1875
- Zur Lehre von der Localisation der Gehirnfunctionen, Wiener Klinik : Vorträge ; Jg. 9, H. 5-6, Wien 1875
- Ueber Katalepsie und Mesmerismus, Wiener Klinik : Vorträge ; Jg. 6, H. 3/4, Wien, 1880
- Ueber Elektricität in der Medicin, Wiener Klinik : Vorträge ; Jg. 10, H. 2, Wien, 1884
- Grundformeln des neuropathologischen Denkens, Wiener Klinik : Vorträge ; Jg. 11, H. 4, Wien, 1885
- Hypnotismus und Suggestion, Breitenstein, Leipzig, 1894
- Seelenkunde des Menschen als reine Erfahrungswissenschaft, Reisland, Leipzig, 1895
- Krystallisation und Morphogenesis, Perles, Wien, 1904
- Aus meinem Leben: Erinnerungen und Erörterungen, Konegen, Wien, 1906
- Biomechanik und Biogenesis, Fischer, Jena, 1912
- Die latenten (Reichenbach'schen) Emanationen der Chemikalien, Konegen, Wien, 1915
- Leitfaden der Rutenlehre (Wünschelrute), Urban & Schwarzenberg, Wien, 1916
- Ruten- und Pendellehre, Hartleben, Wien, 1917